# Willy Schäfer (Radsportler)
Willy Schäfer (* 1931 in Frankfurt am Main) war ein deutscher Radrennfahrer und nationaler Meister im Radsport.

## Sportliche Laufbahn
Schäfer wurde 1949 der bisher jüngste Deutsche Meister in der Einerverfolgung der Amateure vor Karl Loose. Zum Zeitpunkt des Meisterschaftsrennens war er noch Schüler an der Oberschule Hanau. Nachdem er seine schulische Ausbildung abgeschlossen hatte, widmete er sich einem Studium und gab den Leistungssport auf.